# Комосоёль
Комосоёль — река в России, протекает по территории Троицко-Печорского района Республики Коми. Устье реки находится в 57 км по правому берегу реки Илыч. Длина реки — 20 км.
Река берёт начало в болотах примерно в 13 км к северу от посёлка Приуральский. Всё течение проходит в ненаселённой холмистой тайге, генеральное направление течения — юго-запад. Ширина реки на всём протяжении не превышает 10 м. Впадает в Илыч в 8 км к северо-западу от посёлка Приуральский.

## Данные водного реестра
По данным государственного водного реестра России относится к Двинско-Печорскому бассейновому округу, водохозяйственный участок реки — Печора от истока до водомерного поста у посёлка Шердино, речной подбассейн реки — Бассейны притоков Печоры до впадения Усы. Речной бассейн реки — Печора.